# ベーオウルフ

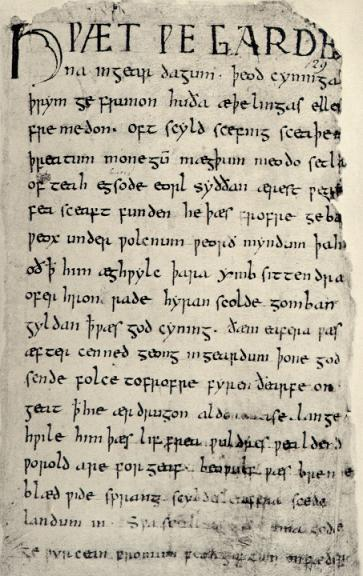
写本の最初のページ

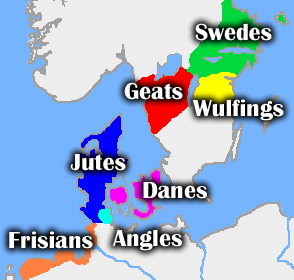
『ベーオウルフ』に登場する諸部族の支配領域の近似図。
Geats:イェーアト族。
Danes:デネ族。
Jutes:ジュート族。
Frisians:フリジア族。
Swedes:スウェーデン族。
Angles:アングル族。
Wulfing:ウュルヴィング族。
6世紀におけるスカンジナビアの政治的分裂についてはスカンザ(:en:Scandza)を参照

ベーオウルフ（英: Beowulf、古英語: Bēowulf、慣習的発音 英語発音: [ˈbeɪəwʊlf]、古英語的発音 英語発音: [ˈbeːo̯wʊɫf] ベーオウルフ）は、英文学最古の伝承の一つで英雄ベーオウルフ（ベオウルフ）の冒険を語る叙事詩である。約3000行と古英語文献の中で最も長大な部類に属することから、言語学上も貴重な文献である。

## 概要
デネ（デンマーク）を舞台とし、主人公である勇士ベーオウルフが夜な夜なヘオロットの城を襲う巨人のグレンデルや炎を吐くドラゴンを退治するという英雄譚であり、現在伝わっているゲルマン諸語の叙事詩の中では最古の部類に属する。
作品内部にも外部の言及としても成立の時期を特定する記述が存在しないため、必ずしも明らかではないが、8世紀から9世紀にかけての間に成ったと考えられている。
ファンタジーの源流とも言える内容であり、たとえば研究者の中にはJ・R・R・トールキンがおり、その著作『ホビットの冒険』や『指輪物語』への影響はつとに指摘されているのみならず、彼の研究がその後のベーオウルフ研究に与えた影響も大きかった。トールキンが1920年代に行った『ベーオウルフ』の現代英語への翻訳は、生前には出版されることがなかったが、没後の2014年になって出版された。

## 写本
ベーオウルフを現在まで伝える写本は1000年頃に筆写されたと思われるノーウェル写本ただ一冊である。この写本は12世紀に筆写された別の写本であるサウスウィック写本と一つにまとめられ、この合本はCotton Vittelius A xvと呼ばれている。古書研究家であるコットン卿が彼の図書館にこの合本を保有していたのであるが、1731年同図書館の出火に遭い、外側が焦げてしまった。このため徐々に合本の劣化が進むこととなる。1753年には大英博物館へと移管。1783年には古書研究家のG・J・ソルケリンとその助手がそれぞれ１部ずつ写しを転写した。元となった合本は火災の損傷が原因となった劣化のため現在では読めない部分が存在するが、ソルケリンらの写しのおかげで消失部分をある程度補うことが可能である。

## 二人のベーオウルフ
叙事詩の登場人物の一人、フロスガール王の祖父の名を写本は「ベーオウルフ」と記す。
しかし史実と照らしあわせた結果、この「ベーオウルフ」は「ベーオウ」の誤記とする解釈が主流である。
このデンマーク王ベーオウルフ(ベーオウ)は、叙事詩の主人公である後のイェアータ王ベオウルフとは基本的には別人である。
しかしこの叙事詩の前半部分で語られるグレンデルとその母親の討伐は元来はデンマーク王ベーオウルフの物語であったのかもしれないという説がある。

## あらすじ
『ベーオウルフ』は、主人公の勇士ベーオウルフの若い時を描いた第一部と、それから時代が飛び、老域に入ったベーオウルフ王の最期までを描いた第二部に分かれている。それゆえに二つの物語を一つにしたものではないか、とする声もある。
第一部でベーオウルフは巨人（ドラゴンとも言われている）グレンデルとその母親と戦い、第二部では炎を吐く竜と死闘をかわす。
なお、インパクトが強くかつ謎の多いグレンデルとその親に関しては言及されることが多いが、炎を吐く竜に関してのものは少ない傾向にある。なお、特徴として「財宝を蓄え守っている」「翼を持って空を飛ぶ」「火を吐く」など、現代における典型的なドラゴン像を持ち合わせている。
第一部
デネ（デンマーク）の王フロースガールはヘオロット（牡鹿）という名の宮殿を築き、それを祝って連夜祝宴を開いた。そのざわめきにカインの末裔、呪われし巨人（ドラゴンとすることもある）グレンデルは怒り、宴がはねた深夜に襲撃してフロースガール王の家臣を虐殺した。
スウェーデンの南部イェータランドに住む勇士ベーオウルフは、その噂を聞きつけて従士を従え、海を渡ってフロースガール王のもとに訪れる。ベーオウルフはヘオロットの館の警護にあたることになった。深夜になると、グレンデルがまたもや襲撃してきて、ベーオウルフと一騎討ちになった。ベーオウルフはグレンデルの腕をもぎとるが、巨人はそのまま逃走していく。
翌晩、グレンデルの母親がわが子の復讐にやって来た。家臣を殺されたフロースガール王はベーオウルフに巨人討伐を依頼し、ベーオウルフは巨人の棲家である沼に赴く。勇士と巨人の間で格闘戦が繰り広げられ、ベーオウルフが勝利を収めた。
第二部
ベーオウルフは王となり、そして老いた。彼の治世により国の平和は維持されてきたが、ある時問題が起こった。宝を奪われたドラゴンが民を襲ったのである。
ベーオウルフは部下に大きな鉄の盾を作らせ、最期の戦いになると覚悟のうえでドラゴンの住む岬へと向かった。王は瀕死の重傷を負いながらもただ一人最期の場所までついてきた部下の助けを得て、相討ちの形でドラゴンを倒した。
ベーオウルフは勝ち得た宝を眺めながら息を引き取り、残った者が王の願いを叶えるために大きな塚を築いたところで物語は終わる。残された12人の部下は、宝をすべて王とともに葬ったのである。

## 訳書
- 『ベーオウルフ』厨川文夫（文語訳）、岩波文庫、1941
- 『ベーオウルフ 中世イギリス英雄叙事詩』忍足欣四郎（口語訳） 岩波文庫 1990
- 『ベーオウルフ 散文全訳』長埜盛訳 吾妻書房 1966
- 『古代英詩 哀歌・ベオウルフ・宗教詩』鈴木重威, 鈴木もと子共訳. グロリヤ出版 1978
- 『ベオウルフ 新口語訳』大場啓蔵訳. 篠崎書林 1978
- 『ベーオウルフ』基礎英語1990年1～3月号 NHK出版 1990
- 『ベーオウルフ』小川和彦訳. 武蔵野書房 1993
- 『古英詩ベーオウルフ』山口秀夫対訳・註解・編著. 泉屋書店 1995
- 『古英語叙事詩『ベーオウルフ』 対訳版』苅部恒徳, 小山良一編著 研究社 2007

## 日本語の研究書
- 中川良一『ベーオウルフ研究 韻律と文構造』松柏社 1982
- 長谷川寛『『ベーオウルフ』研究』成美堂 1988
- T.A.シッピー 著, 苅部恒徳訳『作品研究『ベーオウルフ』』英宝社 1990
- 苅部恒徳『『ベーオウルフ』の物語世界 王・英雄・怪物の関係論』松柏社 2006